# グレンフェル・タワー火災
グレンフェル・タワー火災（英語: Grenfell Tower fire）は、2017年6月14日にイングランド・ロンドン西部に建つ高層住宅棟（タワー・ブロック）「グレンフェル・タワー」で発生した火災。日本での報道では単に「ロンドン高層住宅火災」などと表記されている。
同16日に完全鎮火したと発表された。英国内では第二次世界大戦後最悪の死者数72人（死産の胎児1人、2018年1月に亡くなった犠牲者を含む）を出した火災。
グレンフェル・タワーの名前は、建設時に南側を走っていたグレンフェル道路に由来し、また、グレンフェルという固有名詞は、英国軍人だったフランシス・グレンフェル陸軍元帥に由来する。

## グレンフェル・タワー

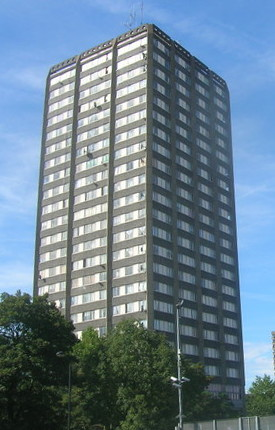
改修前のグレンフェル・タワー（2009年）

グレンフェル・タワーはノース・ケンジントン地区の高層住宅である。ノース・ケンジントン地区のあるケンジントン・アンド・チェルシー区は富裕層などが住む地域として知られているが、この地区には貧しい地域も点在しており、ノース・ケンジントン地区はその中の1つである。
1974年に完成。全127戸で築43年の低所得者向け高層住宅であり、ケンジントン・アンド・チェルシー区が管理していた。イギリスの都市部で主に見られるタワー・ブロックと呼ばれるタイプの高層住宅であり、低所得者向けのカウンシル・フラット（公営住宅）にしばしば利用されているタイプの建物だった。全24階であり、地上1階から4階はオフィスや保育所などの共有フロア、5階以上が居住フロアだった。
火災当時の居住者は約600人。火災後の住民の証言によれば、このタワーには多様な国籍の住民が居住しており、モロッコ人が多かったという。また、ムスリムの住民も居住しており、火災当日はラマダンの期間だったこともあり、深夜に起きていたムスリムたちが出火に気付いたとの証言もある。

### 改修
2015年から2016年5月にかけて公営住宅地全体に予算860万ポンドの大規模な修繕工事が行われた。なお、この工事を請け負った施工会社は火災の発生後に、修繕工事は必要な基準を満たしたものだったとコメントした。このとき使用された外壁材が延焼の原因になったとの指摘があり（#外壁）、修繕を受けた他の高層住宅に対し点検が行われることになった（#高層住宅の点検）。

## 火災発生

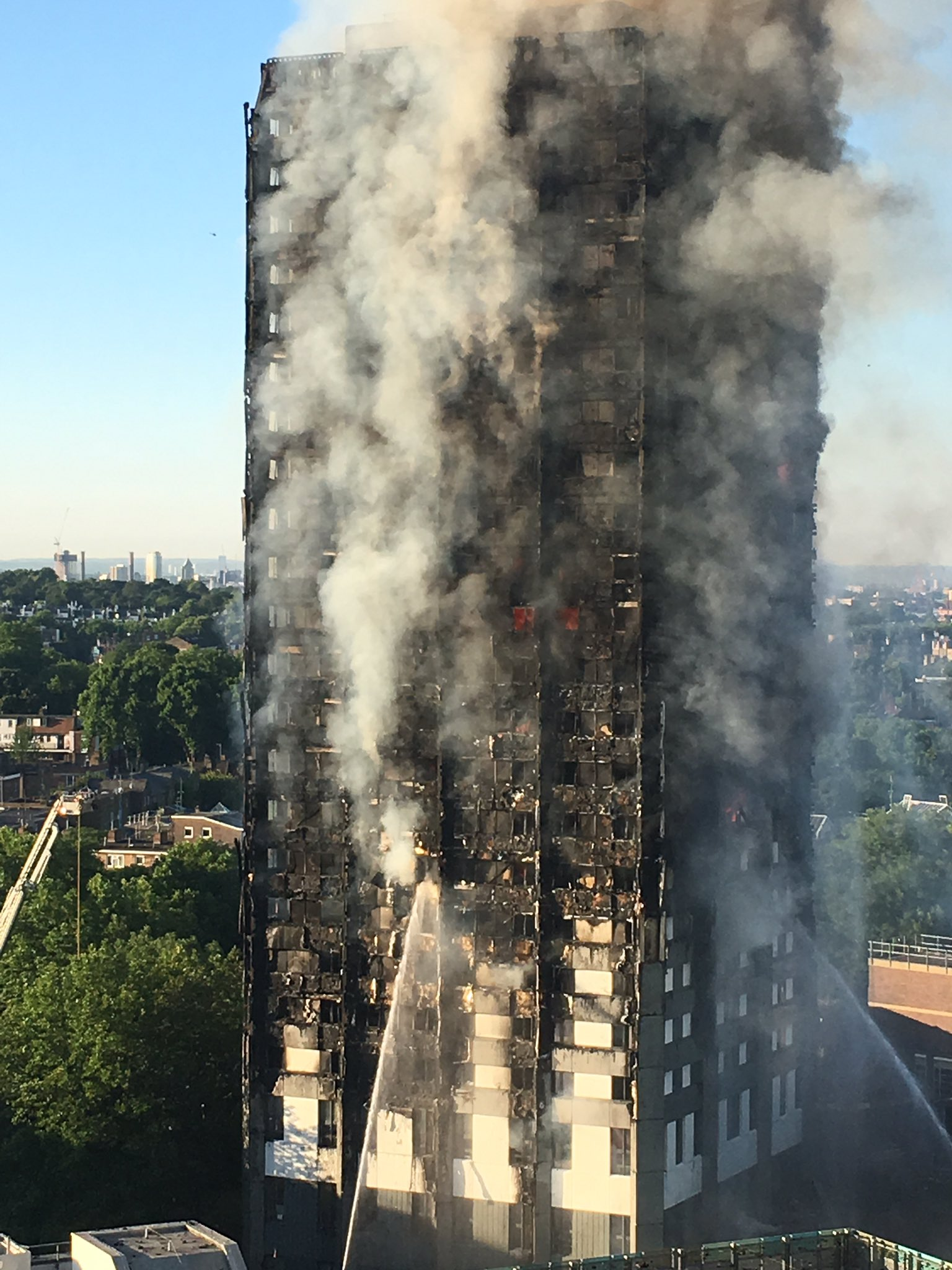
6月14日、現地時間午前6時頃のグレンフェル・タワー。

6月14日未明、ロンドン西部ケンジントン・アンド・チェルシー区のノース・ケンジントン地区にある公営住宅「ランカスター・ウェスト・エステート」のグレンフェル・タワー（24階建て・全127戸）の4階にある住宅から出火。消火活動には消防車40台、消防士約200人が出動し、鎮火するまでに24時間以上、報道機関によっては2日半を要したと報じられている。ロンドン消防隊のダニー・コットン消防総監は消防士として働いてきた29年間の中で見たことのない規模の火災だと述べた。

### 被害
ロンドン警視庁の同16日の発表時点で確認されていた死者は30人、また19日の発表時点では推定死亡者数は79人（前述の30人含む）であり、9月27日までに67人の身元が確認された。ロンドン警視庁によると、歯の診療記録を世界各地から取り寄せる必要があることなどが理由で身元確認が進んでいないという。また、高温のため全員を発見しなければ身元同定が困難かもしれないとも述べた。28日には猛烈な火勢のために身元特定不可能な犠牲者がいると公開された。7月5日、警視庁は視認により識別できる遺体は全て収容したと発表した。
不法入国したために処罰を受けないよう被害申告していない移民がいる可能性があり、最終的な死者は前述の79人を超えると考えられていた。英国紙の「ガーディアン」は住民が作成した一覧によれば死者は120人以上だと報道した。警視庁は23日の記者会見の中で、被害の全容を把握するため当時タワーにいた人物を全員把握したいと主張し、内務省から入国資格を追及しないと保障されているので警察への被害申告を躊躇しないでほしいと呼び掛けた。28日の発表によると、正確な被害者数が確定するまで数ヶ月かかる見込みである。
15日時点で病院で治療を受けた負傷者は78人、うち重体は17人と確認された。また、この火災で近隣の集合住宅も含めて151戸が焼失した。また、158世帯がこの火災で住居を失ったことが確認されている。

### 調査

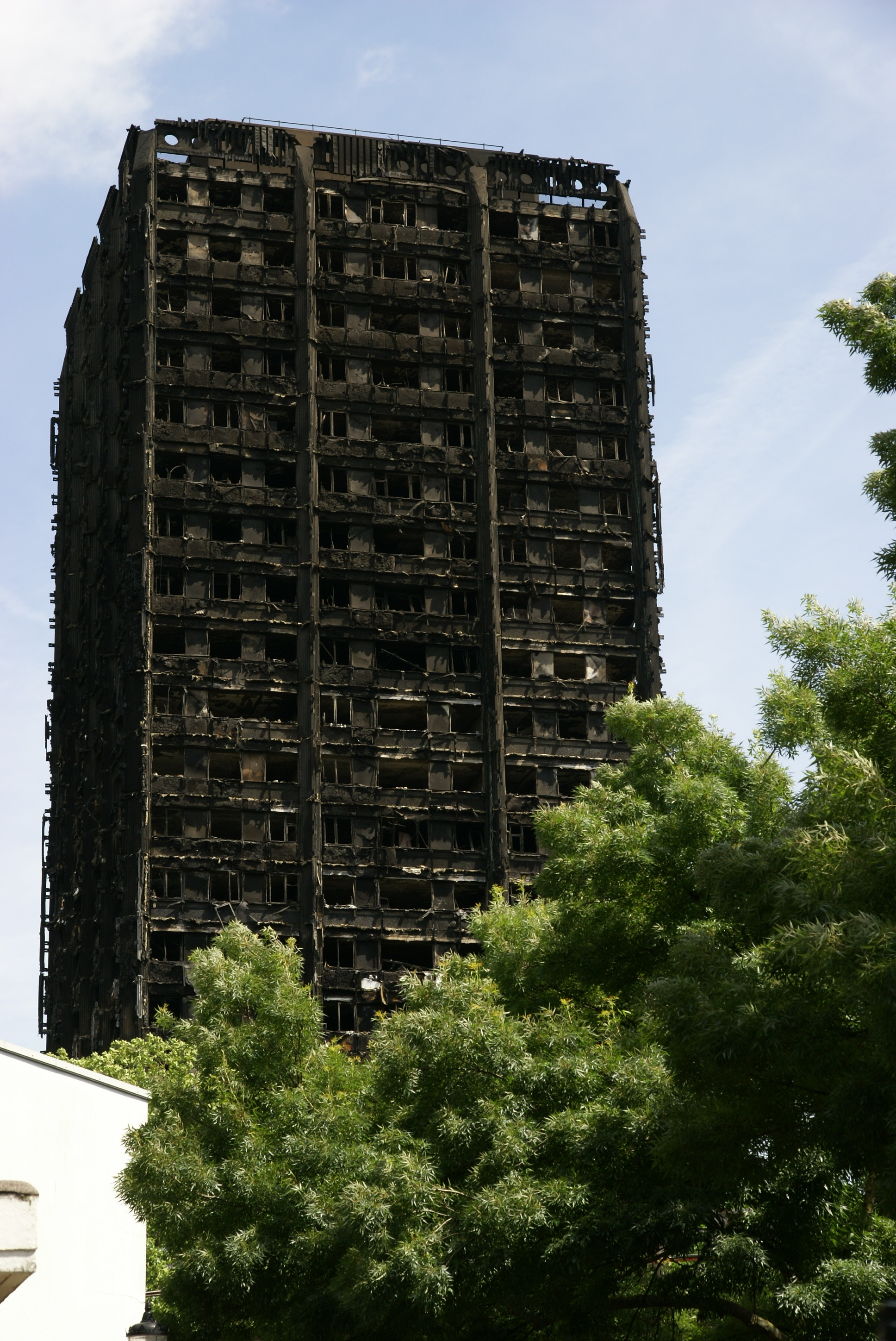
消火後のグレンフェル・タワー（2017年6月16日）

テリーザ・メイ首相は15日、現場を視察した後に火災の原因や責任を解明するための公開調査を実施するよう命じた。建物内が高温で危険であること、足場が不安定な場所があること、倒壊する可能性があることなどから、15日時点では建物内の捜索には数週間かかる見込みだった。23日の警視庁の発表によると、専門調査官250人で捜査しているが鑑識完了が終了するのは年末になる可能性があるという。
16日、ロンドン警視庁は火災は完全鎮火したと発表し、放火であることを示すものはなかったと述べた。23日、米国の大手家電メーカーであるワールプール社の「ホットポイント」ブランドの冷蔵庫が火元であったと警視庁が公開、型番FF175BP（白）またはFF175BG（黒）のホットポイント冷蔵庫の所有者は同社に連絡するよう促した。また、ワールプール社も同様に当該モデルの所有者は自社に連絡するよう呼びかけた。火元になったモデルは2006年3月から販売終了した2009年7月までに6万4千台が販売されたが、ワールプール社によればリコールの対象になったことはないという。23日の警視庁の発表では火元の情報に加えて、外装材と断熱材の安全性試験を実施したところ双方とも基準値に届かなかったと述べた。さらに、業務上過失致死などの容疑で立件を検討しているとも語った。7月27日、警視庁の担当官はケンジントン・アンド・チェルシー行政区とケンジントン・チェルシー入居者管理団体 (KCTMO)に2007年の団体による過失致死罪および殺人罪に関する法令（en:Corporate Manslaughter and Corporate Homicide Act 2007参照）に基づき、この2団体による過失致死を疑うだけの根拠があると伝えた。なお、団体による過失致死罪では有罪になった場合、その組織に対して上限のない罰金刑が課されることになる。

### 公的支援
16日、メイ首相は500万ポンドの「グレンフェル・タワー住民裁量基金」を創設すると発表した。グレンフェル・タワー住民に対して3週間以内に住宅を提供し、必要に応じて資金援助を行うという。また、週末には1世帯あたり現金と振込合わせて5500ポンド（約78万円）の緊急援助資金を提供するなど、詳細な支援内容を発表した。また、行政区、中央政府、赤十字、ロンドン警視庁、ロンドン消防庁が参加する「グレンフェル火災対応チーム」が設置された。地域社会・自治大臣のアロク・シャーマは、火災で焼け出された住民に対し無償で近隣の不動産を一時的な滞在場所として提供すると提案したが、19世帯は連絡がとれず、残り138世帯のうち提案を受け入れたのは14世帯、入居したのは3世帯だった。

### 解体
2025年2月、政府はタワーの解体を決定した。一部遺族らは、火災の刑事訴追が行われるまで、タワーの保全の必要性を論じている。

## 火災対策の問題点

### 住民の主張
グレンフェル・タワーでは数年前から住民たちが防火対策を不安視しており、運営者側に火災対策の不備を指摘していたという。2013年2月に住民団体「グレンフェル行動グループ」は前年の防火設備点検報告から消火器の使用期限切れなどの問題点を指摘し、火災のリスクがあると主張していた。また、デイリー・テレグラフの報道によれば、階段が1箇所で他に避難経路がないことも繰り返し警告していた。火災の後、米国紙『ニューズウィーク』と仏国メディア『AFP』は地元住民がこの火災に関して地方行政への不満を感じていることを報道し、防災上の不備を住民が指摘していたが無視されたという地元民の主張を掲載した。

### 外壁

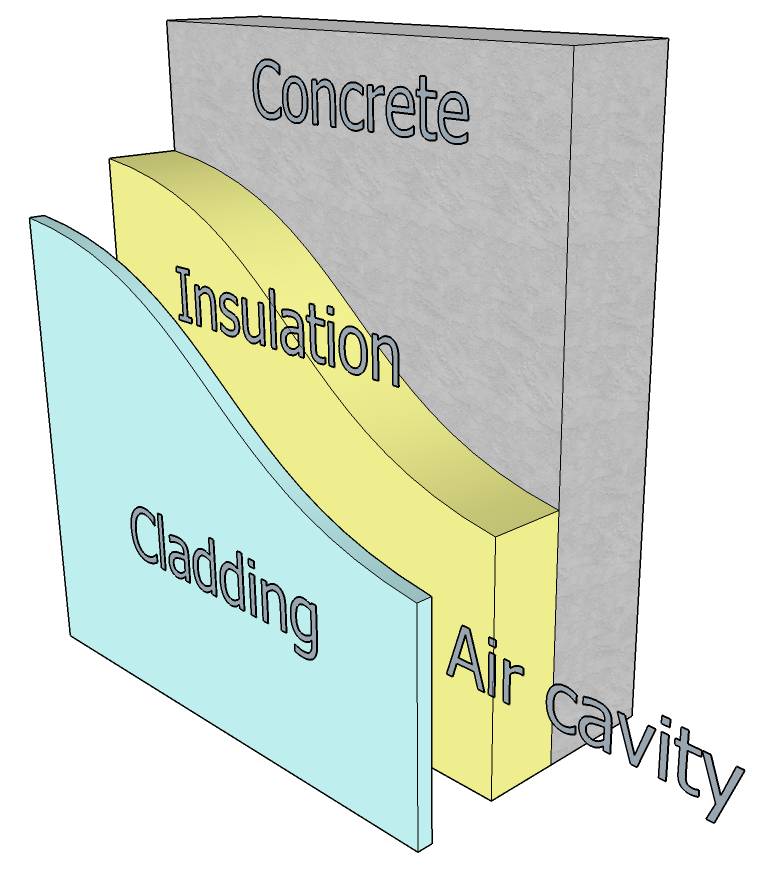
報道を元に作成したグレンフェル・タワーの外壁部分の模式図。コンクリートの外壁 (Concrete、図の灰色部分) の外側に断熱材 (Insulation、図の黄色部分) と外壁材 (Cladding、図の水色部分) が設置されているが、断熱材と外壁材の間に空洞 (Air cavity) がある。

火は短時間に建物全体に燃え広がり、逃げ遅れた住民が多かったと報じられている。英国紙『タイムズ』の掲載した目撃証言によれば出火から約15分で建物全体に火が回った。火の回りが早かった理由として、改修工事の際に外壁に使用した素材が一因となった可能性が指摘されている。フィリップ・ハモンド財務大臣はこの耐火性の低い外壁材について、欧州や米国だけでなく英国でも使用禁止だと認識していると述べた。
グレンフェル・タワーに使用されていた外装材は米国企業アーコニックの「レイノボンドPE」だった。レイノボンドは3種類発売されておりうち2種類は耐火性のある芯が素材だったが、タワーに使用されたPEは安価だが可燃性のプラスチックが芯になっていた。英国紙「デイリー・テレグラフ」の報道によれば、米国ではレイノボンドPEの40フィート (12 m)以上の建築物への使用は既に禁止されていたが、英国の基準には違反していなかった。
アーコニックはこの火災を受けて当該商品の高層建築への販売を中止すると発表した。なお、低層建築物向けの販売は継続するという。
イギリス保険協会  (ABI) の広報担当者は、ABIは2017年5月に外装材の危険性について政府に警告していたと述べた。この発言によれば、2017年2-5月にコミュニティー・地方自治省が住宅白書への意見を募集した際に、可燃性物質が材料である外装材は火災が延焼する原因になる可能性があると指摘していたという。
英国紙『ロイター』は改修工事の計画書に防火壁についての記載がなかったと報じた。この報道によれば、英国建築研究所 (BRE) と外壁断熱材の業界団体は、元の壁の外側に断熱材などを設置するときは隙間を伝って炎が上昇するのを防ぐため各階への防火壁の設置を推奨しているという。『日本経済新聞』の報道によれば、グレンフェル・タワーの既存の外壁は厚さ250ミリメートルのコンクリート（右図の灰色部分）であり、改修時には厚さ150ミリメートルの断熱材（右図の黄色部分）と外装として厚さ3ミリメートルの亜鉛製金属パネル（右図の水色部分）で覆ったが、断熱材と外装の間に50ミリメートルの通気層（右図のAir cavity）が設けてあり、ここに炎が侵入して断熱材が急速に延焼した可能性が高いとする専門家がいる。また、断熱材が燃焼していた場合、金属パネルにより火元まで水が届かず消火に支障をきたした可能性も指摘されている。

### 避難方法
自宅以外で火災が発生した際は室内に留まるよう掲示していたとの指摘があり、指示に従って逃げ遅れた住人がいた可能性があるとの意見が報じられた。一方で、自室での火事、もしくは自室に影響するような火事以外では指示がない限り室内に留まるよう勧告するのはイギリスの大型集合住宅では標準的なことだとする意見もある。その理由としては、不必要に避難して通路を塞いでしまう可能性があること、高層住宅は一般的に延焼を防いで建物全体に火が回らないように設計されていることが挙げられている。また、室内に残留するという方針は危険を感じた人々が外へ避難するのを禁じている訳ではないという。
『日本経済新聞』の報道によると、各階にバルコニーがなく階段はエレベーターホールを囲んでいるコア部分の1箇所だけであり、2方向避難はできなかったという。

### スプリンクラー
イングランドではビルへのスプリンクラーの設置義務は2007年以降に建てられた高さ30メートル以上の建物が対象であり、また英国では既存の建物にスプリンクラーを後付する義務はないため、グレンフェル・タワーにはスプリンクラーは設置されていなかった。ただ今回の火災では外壁部から炎が伝わって拡大していることからスプリンクラーがあっても差異はなかったとの意見もある。一方、デイリー・テレグラフの報道した意見では、スプリンクラーがあれば延焼を食い止められたかどうかは別問題だが、スプリンクラーを設置していれば住民を救出しやすくなり、生存率も高まったはずだと主張している。

## 英国内の反応
イギリスではこの火災への追悼集会や抗議集会が行われた。6月16日には抗議デモの参加者数十人がケンジントン＆チェルシー王立区の区役所内に突入し、役所の外にもリリー・アレン含む数百人が抗議のために集まった。
2017年6月21日、被災者支援のためのチャリティー・ソング『明日に架ける橋』が発売された。サイモン&ガーファンクルの曲のカバーであり、音楽プロデューサーのサイモン・コーウェルの呼びかけで録音され、イギリスの著名なアーティストらが参加した。50人以上のアーティストが参加し、アーティスツ・フォー・グレンフェル (Artists for Grenfell) を結成した。参加者はアデル、ザ・フーのメンバー、ジェームズ・ブラント、ジェシー・J、ジンジャー・スパイス、ストームジー、ナイル・ロジャース、ピート・タウンゼント、ピクシー・ロット、ブライアン・メイ、リアム・ペイン、リタ・オラ、ルイ・トムリンソン、レオナ・ルイス、ロジャー・ダルトリー、ロビー・ウィリアムズ、ロンドン・コミュニティ・ゴスペル・クワイアなど。売上は「ロンドン・コミュニティ・ファンデーション」に全て寄付される予定だという。このチャリティー・ソングは発売から2日間でストリーミング含めて17万ユニットの売上を記録し、英国のヒットチャートで1位を獲得した。
2017年6月21日、火災への対応を批判されていたケンジントン&チェルシー区の区長ニコラス・ホルゲートが辞任した。この他に、ニコラス・パジェット＝ブラウン区議会議長、ロック・フィールディング=メリン副議長、KCTMOのCEOも辞任している。
『BBC』の報道によれば、住民支援団体の「Silence of Suicide （自殺の沈黙）」創設者は少なくとも20件の自殺未遂があったと話している。また、住民団体「Justice4Grenfell（グレンフェルに正義を）」でボランティア調整を担当している看護師も、支援ボランティアの20名が自殺未遂をしたと聞いているという。

### 批判
ロンドン市長のサディク・カーンは今回の火災は防げた事故だったと述べた。また、地域住民は長年の放置や火災後の対応に怒りを覚えていると述べ、英国の日曜紙『オブザーバー』に寄稿して1960年代から1970年代にイギリス全土で建設された高層公営住宅を全て建て直すべきだと提案した。
超党派の「防火安全救助議員連盟」の名誉幹事であるロニー・キング元消防総監は、議連では4年前から高層住宅の防火対策についてコミュニティ・地方自治省
に警告をしていたが無視されたと非難した。

## 高層住宅の点検
6月14日、警察・消防を担当する閣外大臣のニック・ハードは、グレンフェル・タワーのように大規模修繕を受けた高層住宅に対し一斉点検を行うと述べた。2017年6月22日、イングランドでは約600の高層建築で同様の可燃性の外壁材が使用されていたと首相官邸が発表し、600棟の外壁材の点検が始められた。同25日、英政府はイングランド25行政区の公営高層住宅60棟の外装材が防火検査の結果不合格だったと公表した。この検査結果は家主と地元の消防・救急当局に通知された。26日、サジド・ジャビド地域社会・自治相はこれまで安全性検査を行った75棟の高層住宅全てが不合格だったと発表した。
23日、ロンドンのカムデン区議会は外装材の除去作業を実施するため地区内の高層住宅5棟の住民を避難させた。避難対象の建物は同地区のスイス・コテージにあり、合計すると約800世帯が居住している。うち1棟は危険性が比較的低いとみなされ住民は帰宅できたが、他の4棟650戸の住民は避難対象となり大半が避難したものの約200人が避難を拒否した。これらの建物はグレンフェル・タワーと同じ業者による外装工事を受けており、調査の結果使用されていた外装材はグレンフェル・タワーと同じではなかったが要求水準を満たさなかったという。グレンフェル・タワーと類似の外装材だったと報じる報道機関もある。また、防火扉やガス管など外壁材以外の防火基準違反も発見された。